# Wareham
Wareham ist eine historische Marktstadt sowie, unter dem Namen Wareham Town, ein Civil Parish in der englischen Grafschaft Dorset. Sie liegt am Fluss Frome etwa 13 Kilometer südwestlich von Poole.

## Geographische Lage
Die Stadt liegt auf einer strategischen Anhöhe zwischen den Flüssen Frome und Piddle am Ende des Wareham Channel, eines Teiles des Naturhafens Poole Harbour.
Die Stadt liegt an der Fernstraße A351 von Poole nach Swanage sowie dem östlichen Ende der A352 nach Dorchester und Sherborne. Beide Straßen sind heute durch Umgehungen um das Stadtzentrum herumgeführt. Die Stadt hat einen eigenen Bahnhof an der South Western Main Line und war früher Umsteigebahnhof für die Strecke nach Swanage, die heute von der Museums-Dampfeisenbahn der Swanage Railway betrieben wird.
Im Nordwesten der Stadt befindet sich eine größere Koniferen-Anpflanzung, der Wareham Forest erstreckt sich über mehrere Meilen bis zur Fernstraße A35 und an den Fuß der Dorset Downs. Im Südosten liegen Corfe Castle (Ort) mit der Burg Corfe Castle sowie die Heidelandschaft, die an den Poole Harbour, die Ölfelder der Wytch Farm sowie das Naturreservat von Studland und Godlingstone Heath grenzt. Etwa sieben Kilometer südlich befinden sich die Kreidefelsen der Purbeck Hills, sie erstrecken sich von Dorchester bis Old Harry Rocks, bei Swanage. Etwa 12 Kilometer südlich von Wareham ist der Ärmelkanal, bei Worbarrow Bay und Kimmeridge.

## Geschichte
Die strategische Position hat Wareham durch seine lange Geschichte immer wieder Bedeutung verliehen. Die älteren Straßen der Stadt folgen einem römischen Planschema, obwohl die heutige Stadt von den Sachsen gegründet wurde. Die ältesten Teile der Stadt sind die Stadtmauern, alte Erdbefestigungen (englisch Burh), die die Stadt umgeben und im 9. Jahrhundert von Alfred dem Großen zur Befestigung gegen die Normannen errichtet wurden.
Die Stadt war eine sächsische königliche Begräbnisstätte, vor allem für König Beorhtric († 802) sowie Eduard den Märtyrer († 978), der später in die Shaftesbury Abbey im nördlichen Dorset überführt wurde. Der Fluss Frome dient als kleiner Hafen, so dass die Stadt früher vor der Versandung des Flusses als Landestelle für kleinere Boote diente.
Nach der Monmouth-Rebellion 1685 war Wareham eine der Städte in Dorset, in welchen der Oberrichter Jeffreys in den Bloody Assizes zahlreiche Bürger als Verräter an den Stadtmauern aufhängen ließ. An der nordwestlichen Mauer befindet sich ein Bereich, der als „Blutbank“ bezeichnet wird und wo ein großer Stein für Enthauptungen genutzt wurde.

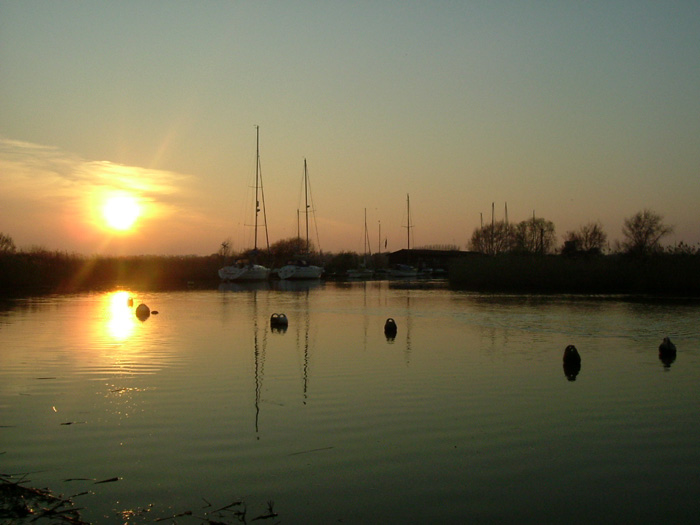
Die Frome-Mündung im Osten der Gemeinde

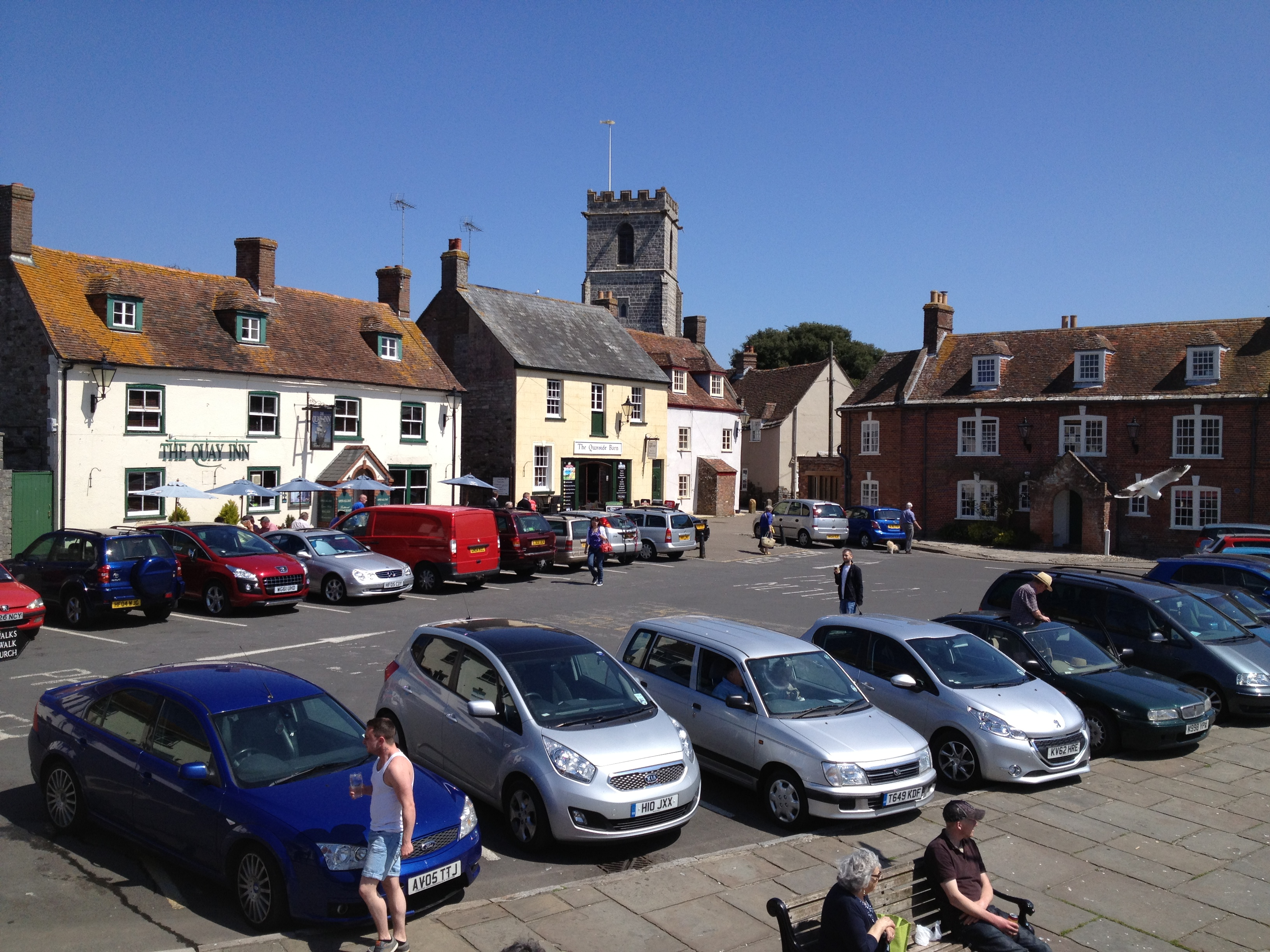
Wareham Quay, im Hintergrund Lady St. Mary Church

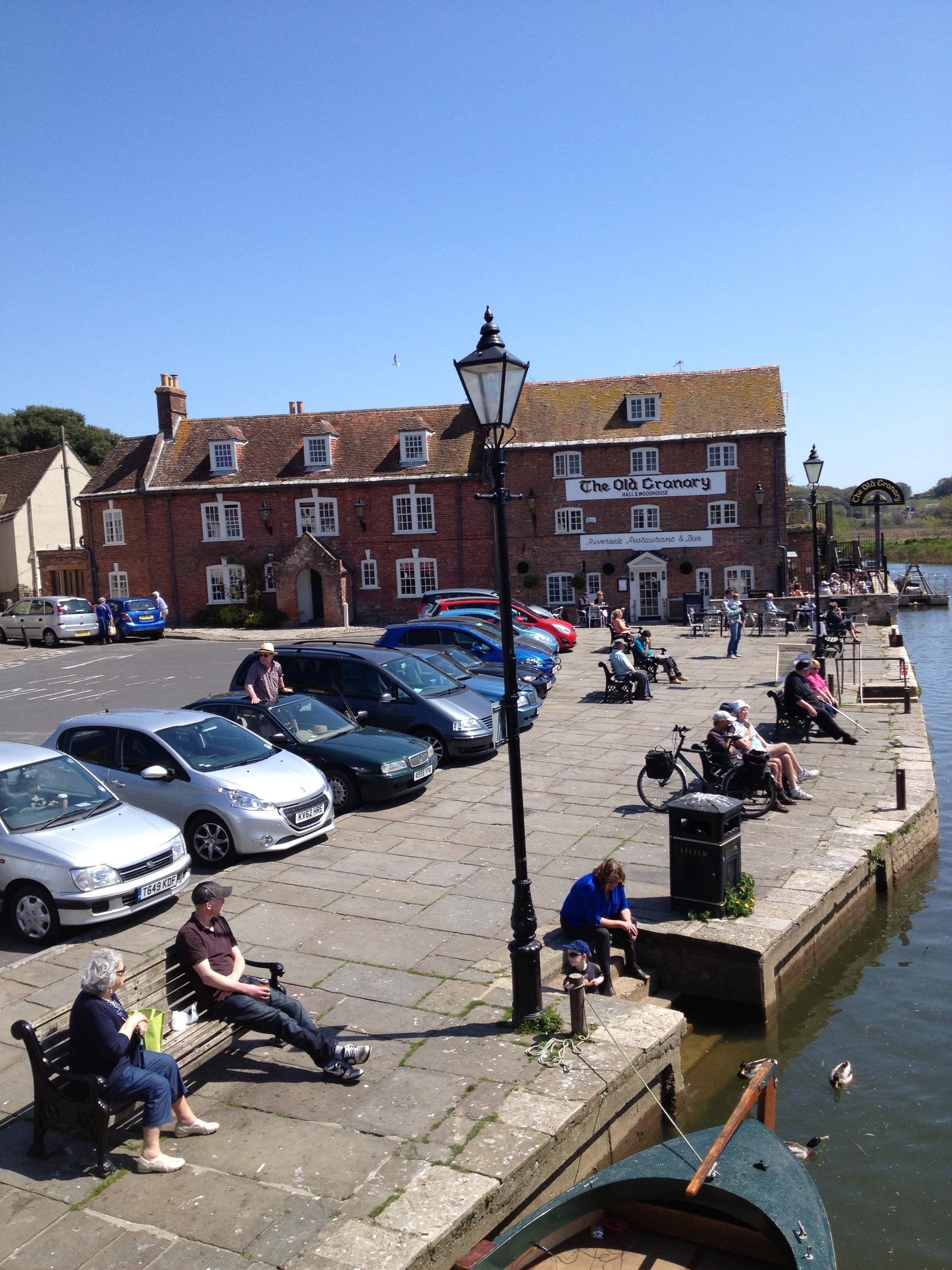
Wareham Quay am Fluss Frome

Im Jahr 1762 wurden zwei Drittel der Stadt durch einen Brand zerstört, die daraufhin in georgianischer Architektur mit roten Ziegeln und Purbeck-Marmor im Schema des römischen Planschemas wiederaufgebaut wurde. Die Stadt teilt sich in vier Viertel, die von den rechtwinklig zueinander liegenden Hauptstraßen geteilt werden. Die mittelalterlichen Gemeinschaftshäuser hatten den Brand überdauert, einzelne der georgianischen Fassaden wurden vor ältere Häuser gesetzt, die gleichermaßen den Brand überlebten.
Aufgrund der Begrenzung durch die Flüsse und das Marschland konnte sich Wareham im 20. Jahrhundert kaum weiter ausdehnen, während nahegelegene Städte wie Poole stark anwuchsen.
In der angelsächsischen Kirche St. Martin-on-the-Walls befindet sich ein liegender Gisant von T. E. Lawrence (Lawrence von Arabien) in arabischer Kleidung, der von Eric Kennington gestaltet wurde. Lawrence liegt auf dem Friedhof von Moreton begraben. In der Nähe der Stadt befinden sich die Army-Camps Clouds Hill und Bovington, wo Lawrence nach einem Motorradunfall um das Leben kam.
Im Wareham Town Museum in der East Street findet sich eine umfangreiche Sammlung zu Lawrence, 2006 wurde eine DVD zum Leben Lawrences in Dorset sowie seinem tödlichen Unfall erstellt. Außerdem behandelt das Museum die gesamte Geschichte Warehams.
Seit dem 15. Jahrhundert ist Wareham Marktstadt, noch heute findet hier donnerstags und samstags ein Markt statt.

## Verwaltung
Das Civil Parish Wareham Town umfasst die von den Stadtmauern umgebene Stadt Wareham zwischen den Flüssen Frome und Piddle sowie das Gebiet von Northport nördlich des Flusses Piddle sowie relativ wenig des umgebenden Agrarlandes. Die Gemeinde erstreckt sich über eine Fläche von 6,52 Quadratkilometern und hatte 2001 eine Bevölkerung von 5665 Einwohnern in 2642 Wohngebäuden.
Die Schwestergemeinde Wareham St. Martin umfasst den Großteil der ländlichen Bereiche sowie das Dorf Sandford. Insgesamt erstrecken sich beide Gemeinden von Wareham über 36,18 Quadratkilometer und hatten 2001 8417 Einwohner in 3788 Wohngebäuden.
Beide Gemeinden sind Teil des Regierungsbezirkes Purbeck der Grafschaft Dorset. Sie befinden sich im House-of-Commons-Wahlkreis Mid Dorset and North Poole sowie im Wahlkreis für das Europäische Parlament South West England.

## Städtepartnerschaft
Warham ist Partnerstadt der deutschen Stadt Hemsbach in Baden-Württemberg (seit 1986) und der französischen Stadt Conches-en-Ouche in der Normandie (seit 1987).

## Persönlichkeiten
- David Best (* 1943), Fußballspieler